# Найдёновичи
Найдёновичи (бел. Найдзёнавічы) — деревня Столбцовского района Минской области Беларуси, в составе Шашковского сельсовета.

## История
В конце XVIII века деревня входила в состав Минского повета Минского воеводства Великого княжества Литовского. В 1793 году после второго раздела Речи Посполитой вошла в состав Российской империи. Во второй половине XIX века и начале XX века деревня находилась в составе Засульской волости Минского уезда Минской губернии. В 1919 году находилась на территории Белорусской Советской Социалистической Республики, в 1921 году отошла к Польше и вошла в состав Засульской гмины Столбцовского повета Новогрудского воеводства. В 1939 году в составе всей Западной Белоруссии была присоединена к СССР, с 1940 года — в составе Шашковщинского (с 1964 года — Шашковского) сельсовета Столбцовского района Барановичской области. С 1954 года — в Минской области.
В деревне была небольшая деревянная каплица с иконой Девы Марии, которая была разобрана в 1960-е годы.

## Население
В 2009 году в деревне проживали 33 человека. В 2013 году в деревне было 19 личных хозяйств, в которых постоянно проживали 27 человек.